# Xestia draesekei
Xestia draesekei là một loài bướm đêm trong họ Noctuidae.